# 湯河原站
湯河原站（日语：／ Yugawara eki */?）是東日本旅客鐵道（JR東日本）東海道本線鐵路車站，位於日本神奈川縣足柄下郡湯河原町宮下。車站編號JT 20。站房與站前廣場由隈研吾設計。

## 概要
湯河原站是神奈川縣最南端的車站，也是最接近湯河原溫泉的車站。特急「踊子號」有部分班次停車。
本站是東京圈輸送管理系統在東海道線導入的終點站。
車站所在地海拔30.1公尺。

## 歷史
- 1924年（大正13年）10月1日：熱海線真鶴站 - 本站開通。
- 1925年（大正14年）3月25日：熱海線本站 - 熱海站開通。
- 1934年（昭和9年）12月1日：從熱海線改劃東海道本線。
- 1982年（昭和57年）11月15日：貨物處理業務廢止。設置篷車貨物月台。
- 1985年（昭和60年）3月14日：行李處理業務廢止。
- 1987年（昭和62年）4月1日：國鐵分割民營化、成為東日本旅客鐵道車站。
- 2001年（平成13年）11月18日：IC卡「Suica」啟用。

## 車站構造
島式月台1面2線的地面車站。站房與月台間有地下道連通。車站有留置線可停放列車。
站內設有自動驗票閘門、指定席售票機、綠色窗口。
本站為社員配置站。

### 月台配置
| 月台 | 路線     | 方向 | 目的地                                                  |
| ---- | -------- | ---- | ------------------------------------------------------- |
| 1    | 東海道線 | 下行 | 熱海、伊東、沼津方向                                    |
| 2    | 東海道線 | 上行 | 橫濱、川崎、品川、東京、宇都宮、高崎方向 （上野東京線） |

（來源：JR東日本:車站構內圖 （页面存档备份，存于））

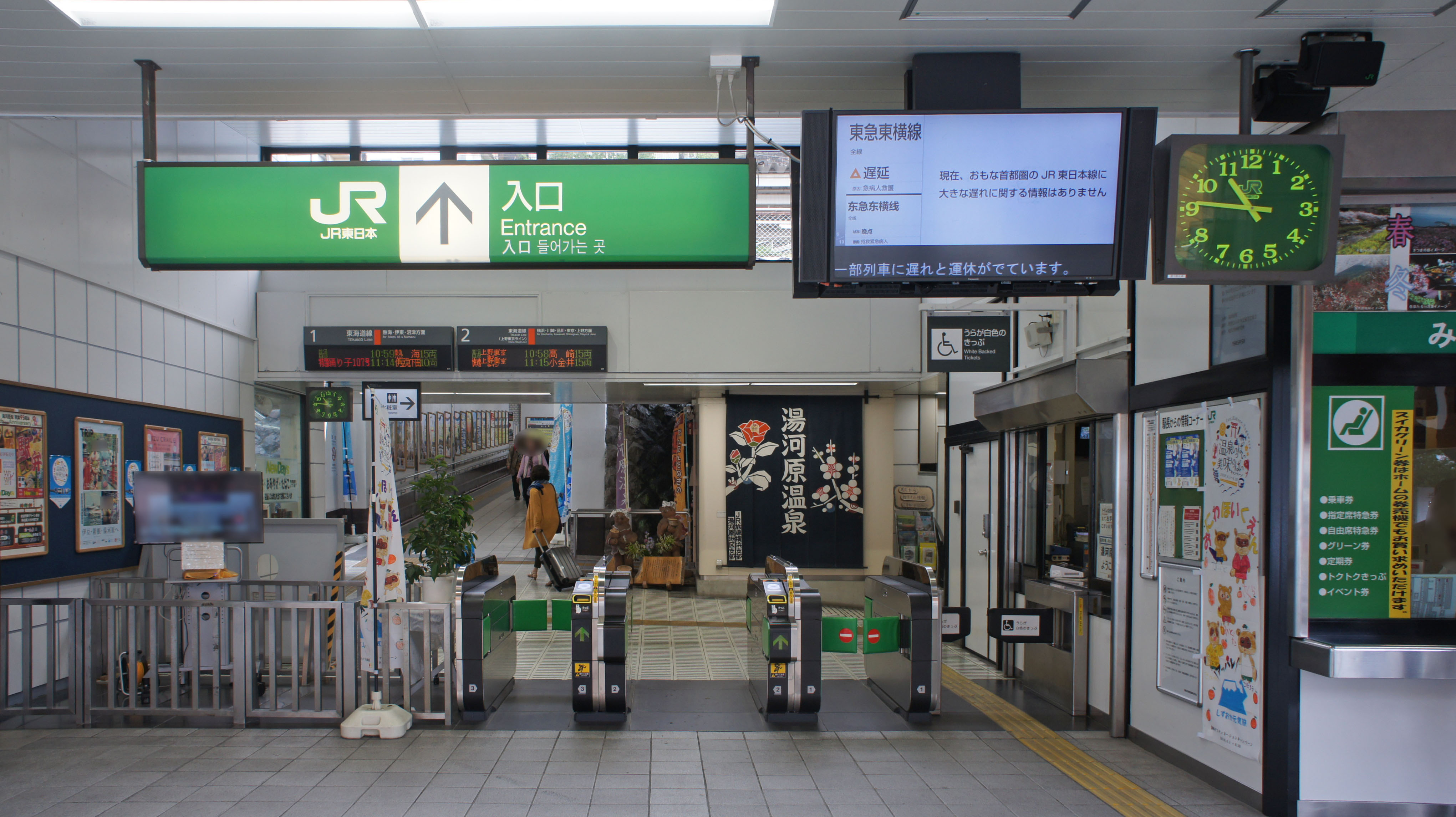
閘口（2019年6月）
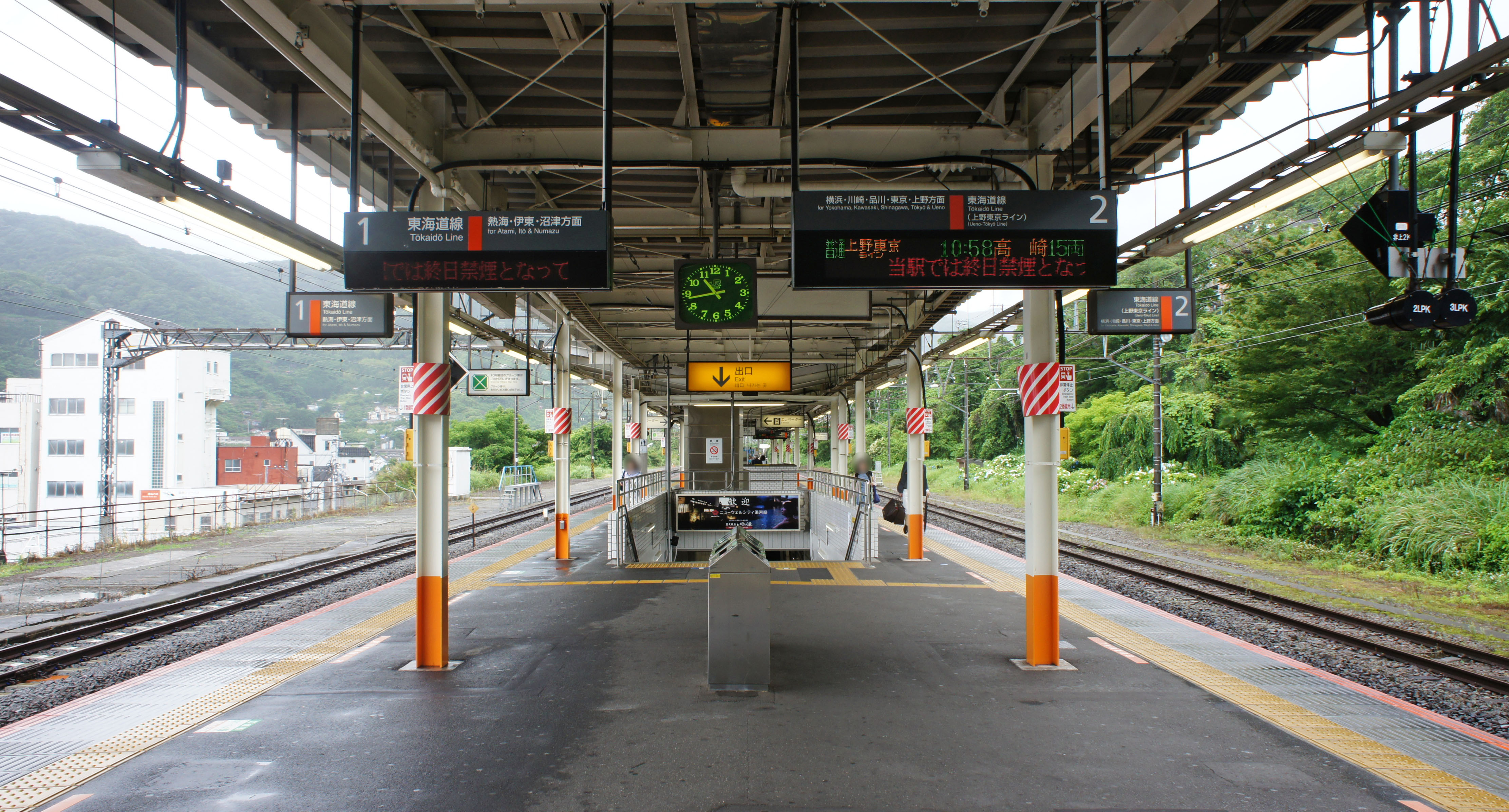
月台（2019年6月）
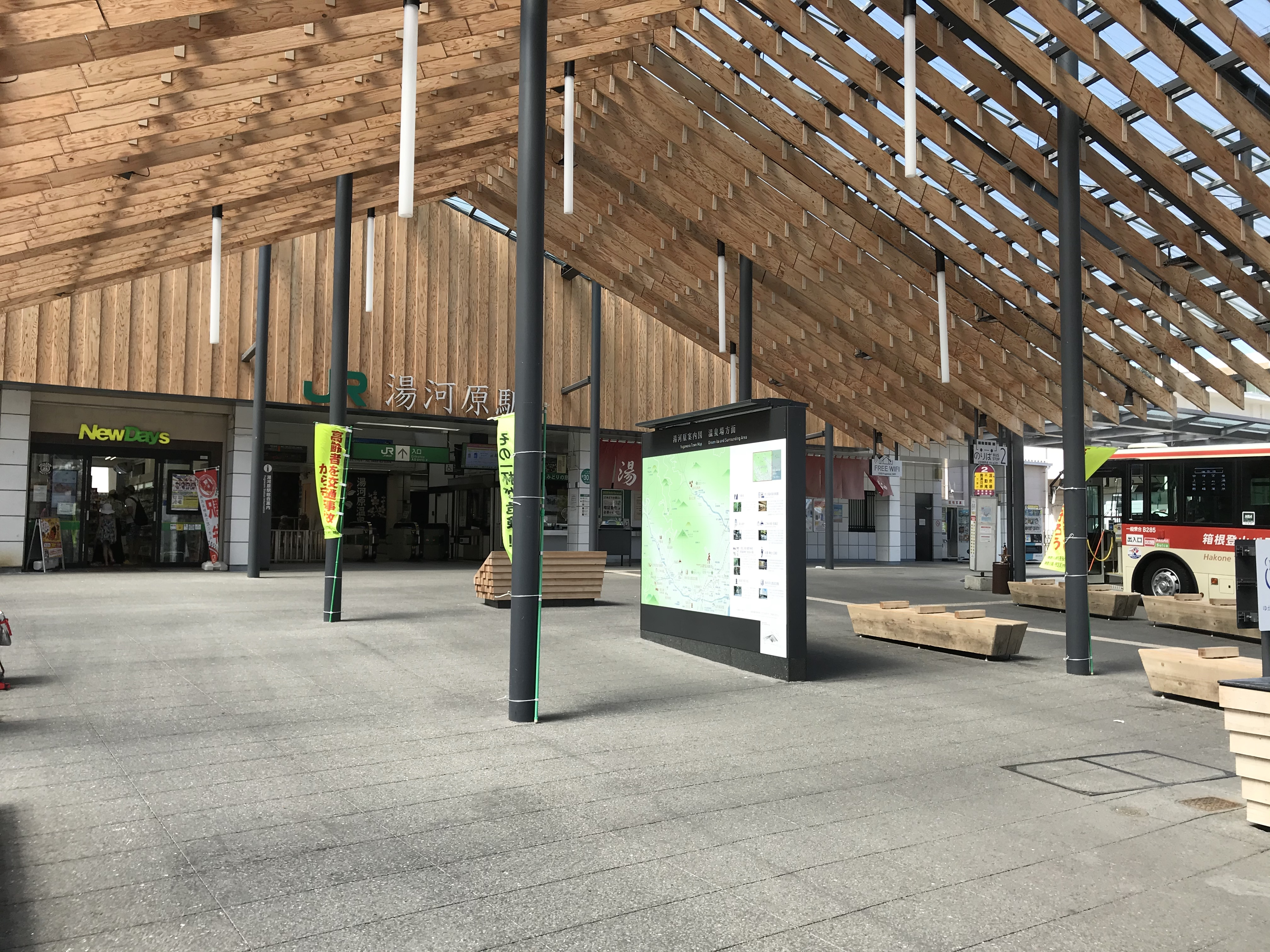
站前廣場（2020年8月）

## 使用情況
2019年（令和元年）度1日平均上車人次為5,833人。
近年的推移如下表。
| 年度               | 1日平均 上車人次 | 來源     |
| ------------------ | ---------------- | -------- |
| 1995年（平成07年） | 8,367            | [ * 1 ]  |
| 1998年（平成10年） | 7,891            | [ * 2 ]  |
| 1999年（平成11年） | 7,714            | [ * 3 ]  |
| 2000年（平成12年） | 7,448            | [ * 3 ]  |
| 2001年（平成13年） | 7,327            | [ * 4 ]  |
| 2002年（平成14年） | 7,129            | [ * 5 ]  |
| 2003年（平成15年） | 7,103            | [ * 6 ]  |
| 2004年（平成16年） | 7,023            | [ * 7 ]  |
| 2005年（平成17年） | 6,869            | [ * 8 ]  |
| 2006年（平成18年） | 6,714            | [ * 9 ]  |
| 2007年（平成19年） | 6,664            | [ * 10 ] |
| 2008年（平成20年） | 6,579            | [ * 11 ] |
| 2009年（平成21年） | 6,292            | [ * 12 ] |
| 2010年（平成22年） | 6,065            | [ * 13 ] |
| 2011年（平成23年） | 5,976            | [ * 14 ] |
| 2012年（平成24年） | 6,071            | [ * 15 ] |
| 2013年（平成25年） | 6,101            | [ * 16 ] |
| 2014年（平成26年） | 5,996            | [ * 17 ] |
| 2015年（平成27年） | 5,986            | [ * 18 ] |
| 2016年（平成28年） | 5,922            | [ * 19 ] |
| 2017年（平成29年） | 6,032            |          |
| 2018年（平成30年） | 5,992            |          |
| 2019年（令和元年） | 5,833            |          |

## 車站周邊
- 湯河原溫泉（日语：湯河原温泉）
- 伊豆湯河原溫泉伊豆湯河原温泉（日语：伊豆湯河原溫泉伊豆湯河原温泉）
- Pocket park（一升石）
- 土肥次郎實平（日语：土肥実平）銅像
- 箱根登山巴士湯河原站前資訊處
- TIVOLI（日语：ちぼり） - TIVOLI湯河原甜點工廠

### 公共機關、設施
- 湯河原町役場
- 湯河原町健康廣場
- 萬葉公園足湯設施『獨步之湯』（日语：万葉公園足湯施設独歩の湯）
- 日歸溫泉設施『小米之湯』
- 皐月杜鵑之鄉
- 湯河原町綜合運動公園

### 美術館、博物館、植物園
- 町立湯河原美術館
- 西村京太郎紀念館（日语：西村京太郎記念館）
- 人間國寶美術館
- 木村美術館

### 神社佛閣
- 五所神社（日语：五所神社 (湯河原町)）
- 城願寺（日语：城願寺 (神奈川県湯河原町)）
- 產土八幡神社（日语：産土八幡神社）
- 福泉寺
- 瑞應寺
- 素鵞神社
- 門川八幡神社
- 吉濱稻荷神社
- 五郎神社
- 熊野神社
- 子之神社

### 金融機關、郵局
- 湯河原郵便局（日语：湯河原郵便局）
- 吉濱郵便局
- 福浦郵便局
- 橫濱銀行湯河原支店
- 駿河銀行（日语：スルガ銀行）湯河原支店
- 相模信用金庫（日语：さがみ信用金庫）湯河原支店
- JA神奈川西湘（日语：かながわ西湘農業協同組合）湯河原中央支店
- JA神奈川西湘湯河原支店

### 醫療
- 獨立行政法人地域醫療機能推進機構（日语：地域医療機能推進機構）湯河原醫院
- 一般財團法人生活保健協會湯河原中央溫泉醫院
- 醫療法人社團中山會湯河原胃腸醫院

### 教育
- 橫濱商科大學（日语：横浜商科大学）学術研修所[6][7]
- 湯河原町立湯河原中學校（日语：湯河原町立湯河原中学校）
- 湯河原町立湯河原小學校
- 湯河原町立吉浜小學校
- 湯河原町立東台福浦小學校

### 其他設施
- TKP HOTEL & RESROT LecTore湯河原
- SANCTUS湯河原LAVIEW（歐力士不動產（日语：オリックス不動産））

- 神奈川西湘農業協同組合湯河原選果場
- Leben Resorsia Vesti Blue（東急度假（日语：東急リゾート）） - 熱海市泉

### 巴士路線
- 湯河原站
  - 箱根登山巴士、伊豆箱根巴士（日语：伊豆箱根バス）、東海巴士（日语：東海バス）、湯河原町社區巴士
  - 1號乘車場
    - （下車專用）

  - 2號乘車場
    - 不動瀑布、奧湯河原 （箱根登山、伊豆箱根）※伊豆箱根湯03往奧湯河原，湯05往不動瀑布

  - 3號乘車場
    - 鍛冶屋 （箱根登山）
    - 幕山公園 （箱根登山）
    - 真鶴站（經天保山） （箱根登山）
    - 真鶴站（經悠悠之里前、天保山） （湯河原町）
    - 真鶴站（經悠悠之里前、下兔澤、天保山） （湯河原町）

  - 4號乘車場
    - 交讓木團地上 （箱根登山）
    - 大丁橋 （箱根登山） ※1日3班
    - 湯01 箱根關所（日语：箱根関所）跡、元箱根港（經大觀山、箱根町）（伊豆箱根）

  - 5號乘車場
    - 小田原站東口（經福浦新道、真鶴站） （箱根登山） ※平日1班
    - 真鶴站（經福浦新道） （箱根登山）
    - 真鶴站（經長窪舊道） （箱根登山、伊豆箱根）※伊豆箱根（湯06）1日1班
    - 真鶴站（經中學校、福浦新道） （箱根登山）
    - 真鶴站（經中學校、長窪新道） （箱根登山）
    - A51 熱海站 （經伊豆山）（東海）

## 相鄰車站
東日本旅客鐵道
 東海道線
- 特急「舞孃」部分停車站

■普通
真鶴（JT 19）－湯河原（JT 20）－熱海（JT 21）

### 使用情況
JR東日本2000年度以後上車人次
1. ↑  各駅の乗車人員（2000年度） （页面存档备份，存于） - JR東日本
2. ↑  各駅の乗車人員（2001年度） （页面存档备份，存于） - JR東日本
3. ↑  各駅の乗車人員（2002年度） （页面存档备份，存于） - JR東日本
4. ↑  各駅の乗車人員（2003年度） （页面存档备份，存于） - JR東日本
5. ↑  各駅の乗車人員（2004年度） （页面存档备份，存于） - JR東日本
6. ↑  各駅の乗車人員（2005年度） （页面存档备份，存于） - JR東日本
7. ↑  各駅の乗車人員（2006年度） （页面存档备份，存于） - JR東日本
8. ↑  各駅の乗車人員（2007年度） （页面存档备份，存于） - JR東日本
9. ↑  各駅の乗車人員（2008年度） （页面存档备份，存于） - JR東日本
10. ↑  各駅の乗車人員（2009年度） （页面存档备份，存于） - JR東日本
11. ↑  各駅の乗車人員（2010年度） （页面存档备份，存于） - JR東日本
12. ↑  各駅の乗車人員（2011年度） （页面存档备份，存于） - JR東日本
13. ↑  各駅の乗車人員（2012年度） （页面存档备份，存于） - JR東日本
14. ↑  各駅の乗車人員（2013年度） （页面存档备份，存于） - JR東日本
15. ↑  各駅の乗車人員（2014年度） （页面存档备份，存于） - JR東日本
16. ↑  各駅の乗車人員（2015年度） （页面存档备份，存于） - JR東日本
17. ↑  各駅の乗車人員（2016年度） （页面存档备份，存于） - JR東日本
18. ↑  各駅の乗車人員（2017年度） （页面存档备份，存于） - JR東日本
19. ↑  各駅の乗車人員（2018年度） （页面存档备份，存于） - JR東日本
20. ↑  各駅の乗車人員（2019年度） （页面存档备份，存于） - JR東日本

神奈川縣縣勢要覽
1. ↑  線区別駅別乗車人員（1日平均）の推移PDF - 17ページ
2. ↑  神奈川県県勢要覧（平成12年度）- 220ページ
3. 1 2  神奈川県県勢要覧（平成13年度）PDF - 222ページ
4. ↑  神奈川県県勢要覧（平成14年度）PDF - 220ページ
5. ↑  神奈川県県勢要覧（平成15年度）PDF - 220ページ
6. ↑  神奈川県県勢要覧（平成16年度）PDF - 220ページ
7. ↑  神奈川県県勢要覧（平成17年度）PDF - 222ページ
8. ↑  神奈川県県勢要覧（平成18年度）PDF - 222ページ
9. ↑  神奈川県県勢要覧（平成19年度）PDF - 224ページ
10. ↑  神奈川県県勢要覧（平成20年度）PDF - 228ページ
11. ↑  神奈川県県勢要覧（平成21年度）PDF - 238ページ
12. ↑  神奈川県県勢要覧（平成22年度）PDF - 236ページ
13. ↑  神奈川県県勢要覧（平成23年度）PDF - 236ページ
14. ↑  神奈川県県勢要覧（平成24年度）PDF - 232ページ
15. ↑  神奈川県県勢要覧（平成25年度）PDF - 234ページ
16. ↑  神奈川県県勢要覧（平成26年度）PDF - 236ページ
17. ↑  神奈川県県勢要覧（平成27年度）PDF - 236ページ
18. ↑  神奈川県県勢要覧（平成28年度）PDF - 244ページ
19. ↑  神奈川県県勢要覧（平成29年度）PDF - 236ページ

## 外部連結
- 車站資訊（湯河原）：東日本旅客鐵道

35°8′45.44″N 139°6′7.79″E / 35.1459556°N 139.1021639°E